# Heidekraut-Blütenspanner
Der Heidekraut-Blütenspanner (Eupithecia nanata), auch Gebänderter Heidekraut-Blütenspanner genannt, ist ein Schmetterling (Nachtfalter) aus der Familie der Spanner (Geometridae).

## Merkmale

### Falter
Die Flügelspannweite der Falter beträgt 15 bis 23 Millimeter. Wegen der geringen Größe leitet sich der wissenschaftliche Name der Art vom lateinischen nanus = Zwerg ab. Die Grundfarbe der Vorderflügel reicht von grau über bräunlich bis zu gelbbraun. In der Mitte hebt sich eine kontrastreiche dunkle Querbinde ab, die am Vorderrand stets rechtwinklig verläuft und die zumeist hell eingefasst ist. Der schwarze Mittelfleck ist zuweilen undeutlich. Im äußeren Bereich befindet sich eine weiße Wellenlinie, die sich auf den Hinterflügeln fortsetzt. Diese sind deutlich heller als die Vorderflügel und nach außen hin geringfügig verdunkelt. Die Fransen sind grau-weiß oder braun-weiß gescheckt.

### Raupe
Die Raupen erscheinen in zwei Farbvarianten: Zu Beginn der Blüte der Futterpflanze haben sie eine abwechselnd grünliche und rötliche Farbe mit deutlichen rötlichen rautenähnlichen Flecken auf dem Rücken. Die Seitenstreifen sind weiß und unterbrochen. Zur Hauptblütezeit ihrer Nahrungspflanzen zeigen die Raupen nur ein rötliches und violettes Farbenspektrum und sind so jeweils optisch hervorragend vor Fressfeinden geschützt.

### Puppe
Von der bernsteingelben Puppe heben sich zuweilen grünliche Flügelscheiden ab. Sie hat einen kegelförmigen Kremaster, der mit einem Büschel von Hakenborsten bestückt ist.

### Ähnliche Arten
Eupithecia gelidata ist meist dunkler und kontrastärmer. Die dunkle Querbinde auf den Vorderflügeln verläuft am Vorderrand bogenförmig.
Wie bei vielen Blütenspanner-Arten sollte eine zuverlässige Bestimmung durch Spezialisten erfolgen, und auch eine genitalmorphologische Untersuchung ist anzuraten.

## Geographische Verbreitung und Vorkommen
Der Heidekraut-Blütenspanner kommt durch weite Teile Europas bis nach Russland und in die Ukraine vor und ist in den Alpen bis 2200 Meter und den Pyrenäen bis 2400 Meter über NN anzutreffen. Auf den Färöer-Inseln findet man die ssp. Eupithecia nanata zebrata Wolff, 1929 und auf Island die ssp. Eupithecia nanata gelidatoides Warnecke, 1951. Die Art bevorzugt trockene oder moorige Heidegebiete.

## Lebensweise
Die Falter sind dämmerungs- und nachtaktiv und fliegen in zwei Generationen mit Hauptflugzeiten von Mai bis Juni sowie von Juli bis August, wobei auch Überschneidungen auftreten können. Sie erscheinen in beiden Geschlechtern sehr gerne an künstlichen Lichtquellen und auch an Ködern. Es wurden auch Falter saugend an den Blüten von Skabiosen (Scabiosa), Flockenblumen (Centaurea), Labkräutern (Galium) oder Habichtskräutern (Galium) beobachtet. Die Raupen ernähren sich bevorzugt von den Blüten der Besenheide (Calluna vulgaris), der Glocken-Heide (Erica tetralix) oder der Schneeheide (Erica carnea). Die Puppen der zweiten Generation überwintern.

## Gefährdung
In Deutschland ist der Heidekraut-Blütenspanner lokal verbreitet, kommt in den einzelnen Bundesländern in unterschiedlicher Anzahl vor und wird auf der Roten Liste gefährdeter Arten als nicht gefährdet geführt.